# دوغلاس ستيل
دوغلاس ستيل (19 يونيو 1856 - 2 ديسمبر 1933) (بالإنجليزية: Douglas Steel)‏ هو لاعب كريكت بريطاني (وحمل سابقاً جنسية المملكة المتحدة لبريطانيا العظمى وأيرلندا).

## وصلات خارجية
- دوغلاس ستيل على موقع إي آس بي آن كريك إنفو (الإنجليزية)